# Raúl Tola
Raúl Humberto Tola Pedraglio (Lima, 19 de noviembre de 1975) es un periodista y escritor peruano.

## Biografía
Hijo de Raúl Francisco Tola Heighes y Antonieta Pedraglio Mendoza. Es sobrino del matemático José Tola Pasquel y de la ex primera dama Rosa Pedraglio. 
Estudió en el Colegio de la Inmaculada, de la ciudad de Lima. Ingresó a la Pontificia Universidad Católica del Perú, en la cual estudió Derecho. Obtuvo el grado de bachiller.
Ejerce el periodismo desde 1993, año en que ingresó a la revista Sí. Posteriormente, colaboró en diversos medios escritos, como el diario El Sol, la revista Quehacer y la revista Caretas.
Ingresó a la televisión, el 1 de julio de 1999, fue conductor el canal de noticias Canal N hasta el 31 de mayo de 2003. Condujo noticieros, programas de debate y entrevistas.
En 1999, publicó su primer libro: Noche de cuervos, que fue llevado al cine bajo el nombre de Bala perdida.
En 2002, publicó su segundo libro: Heridas privadas, una serie de relatos enlazados entre sí que retratan la vida secreta de una familia de alta sociedad.
El 23 de junio de 2003, Tola ingresó a América Televisión donde condujo el noticiero América noticias: Edición central; junto a Claudia Cisneros, posteriormente por Mávila Huertas. Permaneció en el programa hasta el 15 de abril de 2011.
El 14 de noviembre de 2004, también asumió la conducción el programa dominical Cuarto poder, en reemplazo de Federico Salazar, hasta su salida de América Televisión, en solidaridad por el despido de la entonces directora periodística de ese canal, Laura Puertas el 18 de diciembre de 2011.
En 2008, presentó su tercer libro: Toque de queda. Libro que trata sobre el decreto que el Gobierno de 1980 tomó como medida de fuerza para amortiguar la violencia.
El 19 de marzo de 2012, ingresó a Panamericana Televisión donde condujo el noticiero 24 horas, donde duró permaneció hasta el 11 de enero de 2013.
En 2013, se mudó a vivir a la ciudad de Madrid (España), sin abandonar su relación con la televisión de su país.
El 21 de abril de 2013, ingresó a TV Perú condujo el programa de entrevistas Casa tomada. Para la misma televisora, trabajó también en los microprogramas Letra de fuego y Efemérides. Ese agosto, presentó su cuarta publicación: Flores amarillas, en la cual narra la historia de su familia.
El 4 de abril de 2016, ingresó a Latina Televisión donde condujo el noticiero 90 central, que duró hasta en marzo de 2017 y volvió a Madrid. Antes, presentó su quinto libro: la novela La noche sin ventanas, que narra la peripecia de dos peruanos durante la Segunda Guerra Mundial.
En julio de 2019, presentó el policial histórico La favorita del inca.
En marzo de 2019, durante un año colaboró como editor general para la agencia de marketing de contenidos, La Vaca MU (MU Marketing & Content Lab).
En julio de 2020, asumió la dirección de la Cátedra Mario Vargas Llosa, cargo que desempeña en la actualidad.
Paralelamente, condujo Al vuelo, un espacio periodístico diario de entrevistas y comentario político emitido por la web informativa La Mula.
En 2022, asumió como director de contenidos del canal limeño Nativa (anteriormente UCI).

## Créditos
| Año       | Título                            | Rol                     | Canal                   |
| --------- | --------------------------------- | ----------------------- | ----------------------- |
| 1999-2000 | Cursor Financiero                 | Presentador de noticias | Canal N                 |
| 2000-2002 | 2 a la N                          | Presentador             | Canal N                 |
| 2002-2003 | A esta hora se improvisa          | Presentador             | Canal N                 |
| 2003-2011 | América noticias: Edición central | Presentador de noticias | América Televisión      |
| 2004-2011 | Cuarto poder                      | Presentador             | América Televisión      |
| 2012-2013 | 24 horas                          | Presentador de noticias | Panamericana Televisión |
| 2013-2016 | Casa tomada                       | Presentador             | TV Perú                 |
| 2013-2016 | Letra de fuego                    | Presentador             | TV Perú                 |
| 2013-2016 | Efemérides                        | Voz en off              | TV Perú                 |
| 2016-2017 | 90 central                        | Presentador de noticias | Latina Televisión       |

## Filmografía
- Bala perdida (2001) - basada en su novela "Noche de Cuervos", dirigida por Aldo Salvini.
- Flores amarillas (2024) - basada en su novela homónima, dirigida por Eduardo Guillot Meave.
- Toque de queda (2028) - basada en su novela homónima, dirigida por Andrés Cotler.

## Libros
- Noche de cuervos (1999)
- Heridas privadas (2002)
- Toque de queda (2008)
- Flores amarillas (2013)
- Fuera de clases (2015)
- La noche sin ventanas (2017)
- La favorita del inca (2019)